# Augusta Groove
Gli Augusta Groove sono stati una franchigia di pallacanestro della ABA 2000, della CBA e della PBL, con sede ad Augusta, in Georgia.
Nacquero a Concord, nella Carolina del Nord, come Carolina Thunder, per giocare nella ABA 2000. Dopo una stagione si trasferirono a Charlotte, cambiando nome in Charlotte Krunk, ma non disputatono neanche una partita in quel campionato. Si spostarono l'anno successivo ad Atlanta cambiando nome in Atlanta Krunk Wolverines, continuando a non giocare. L'anno successivo si spostarono nella CBA, assumendo la denominazione di Atlanta Krunk. Si trasferirono ad Augusta nel 2008, cambiando nuovamente lega, la PBL. Scomparvero al termine della stagione.

## Stagioni
| Stagione | Lega     | Denominazione            | V  | P  | %    | Piazzamento | Play-off |
| -------- | -------- | ------------------------ | -- | -- | ---- | ----------- | -------- |
| 2004-05  | ABA 2000 | Carolina Thunder         | 9  | 14 | 39,1 | 7º          | -        |
| 2005-06  | ABA 2000 | Charlotte Krunk          | 0  | 0  | -    | -           |          |
| 2006-07  | ABA 2000 | Atlanta Krunk Wolverines | 0  | 0  | -    | -           |          |
| 2007-08  | CBA      | Atlanta Krunk            | 10 | 41 | 19,6 | 5º          | -        |
| 2009     | PBL      | Augusta Groove           | 10 | 10 | 50,0 | 3º          | -        |